# Partido da Unidade Nacional (Guiné-Bissau)
Partido da Unidade Nacional (Guiné-Bissau) é um partido político de Guiné-Bissau. 

## História
O partido foi criado por Idrissa Djaló em 26 de julho de 2001. Nas eleições legislativas de 2004, o partido recebeu 1,46% dos votos e não conseguiu um assento.  Nas eleições presidenciais de 2005, Djaló terminou em oitavo com 0,8% dos votos. O partido boicotou as eleições legislativas de 2008, com Djaló alegando que "a votação não resolverá nenhum dos grandes problemas persistentes no país". Não contestou as eleições presidenciais em 2009 ou 2012, mas apoiou o golpe militar de 2012. 